# 徳之島町立亀津中学校
徳之島町立亀津中学校（とくのしまちょうりつ かめつちゅうがっこう）は、鹿児島県大島郡徳之島町にある町立中学校。離島の徳之島にある。

## 沿革
- 1948年 - 開校[1]。
- 1957年 - 亀津中学校に改名。
- 1961年 - 亀津中学校井之川分校が徳之島町立井之川中学校に昇格。
- 1967年3月12日 - 亀津断髪の塔健立（昭和26年生　卒業記念）
- 2003年 - 日本管楽合奏コンテスト中学校の部で優秀賞を獲得。
- 2013年11月19日 - 校舎の老朽化のため建て替え工事を開始。
- 2015年2月18日 - 新校舎が完成[2]。

## 教育方針
「亀津断髪」「ヤンキチシキバン」の精神に学び、自ら積極的に学び、強い心で律し、継続的に体を鍛える、確かな学力と豊かな心とたくましい体をバランス良く身に付けた生徒を育成する。

## 部活動
- 野球部
- 男子バレーボール部
- 女子バレーボール部
- 女子ソフトテニス部
- 卓球部
- バスケットボール部
- 柔道部
- 剣道部
- 水泳部
- 吹奏楽部

## 卒業後の進路
卒業後は町内の鹿児島県立徳之島高等学校や私立の樟南第二高等学校に進学する生徒が多い。

## 著名な出身者
- 旭道山和泰
- 一ノ矢充